# Дубово-сосновий ліс-2 (заповідне урочище)
Дубово-сосновий ліс-2 — заповідне урочище місцевого значення. Об'єкт розташований на території Луцької міської громади Луцького району Волинської області, на південний схід від села Клепачів.
Площа — 45,5 га, статус отриманий у 1995 році відповідно до розпорядження Волинської обласної державної адміністрації № 213 від 12.12.1995 р. Перебуває у віданні ДП «Волинський військовий лісгосп», Луцьке лісництво, кв. 24, вид. 4, 5, 6, 7, кв. 25, вид. 1, кв. 26, вид. 2.
Статус надано з метою охорони та збереження високобонітетного природного лісового масиву (1 А) сосни звичайної Pinus sylvestris із домішкою дуба звичайного Quercus robur, віком близько 80 років.

## Галерея

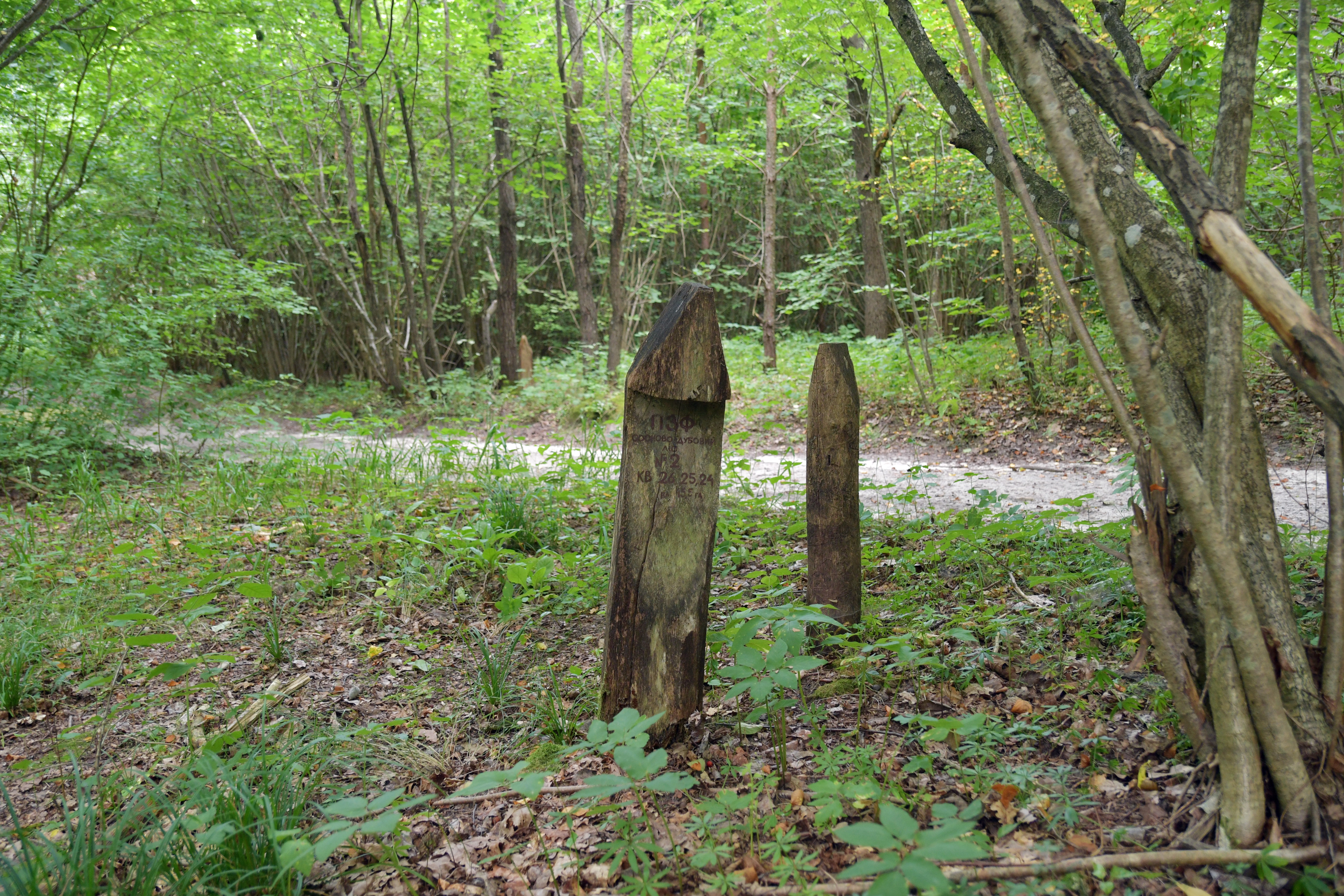
Знак з написом
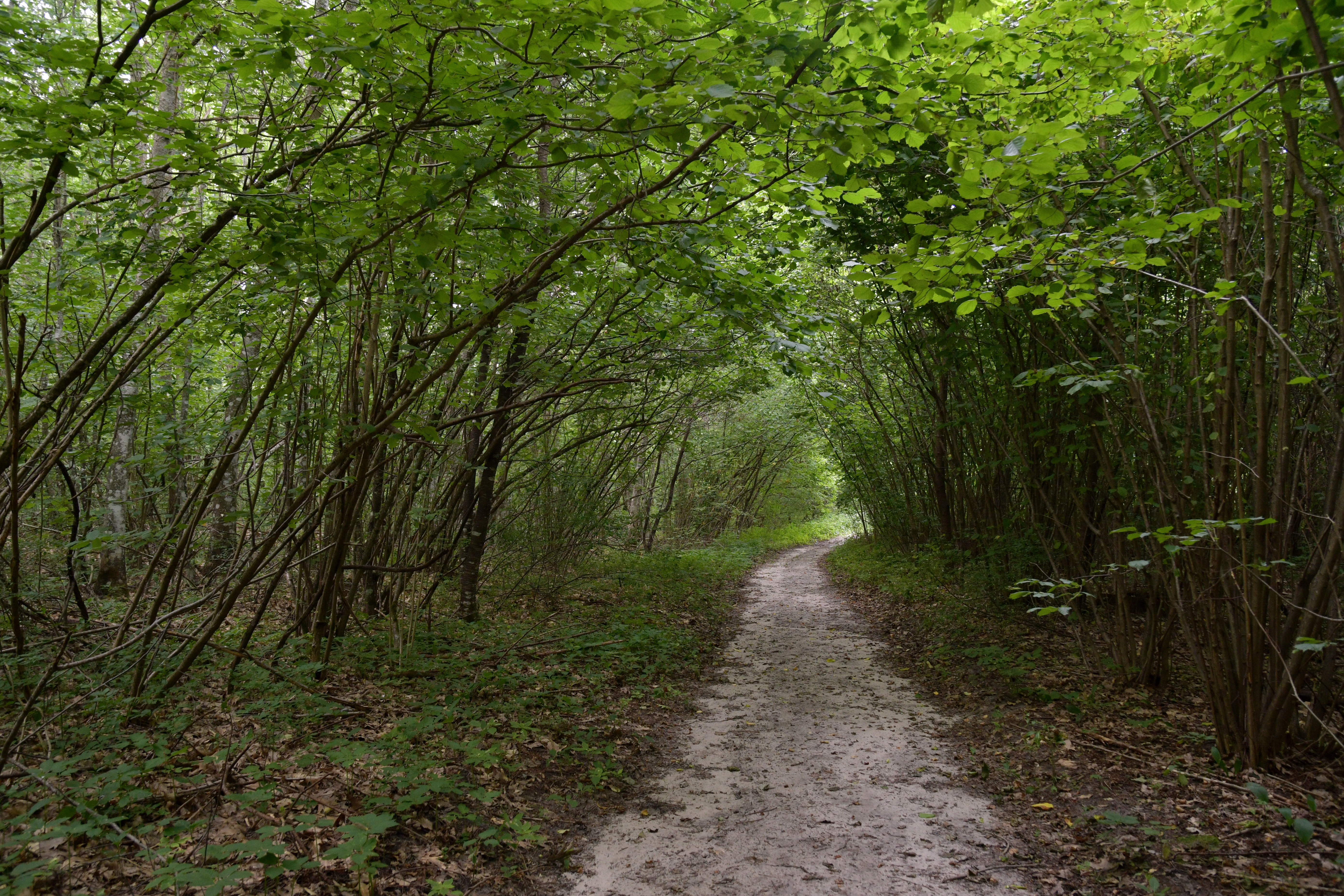
Лісова дорога
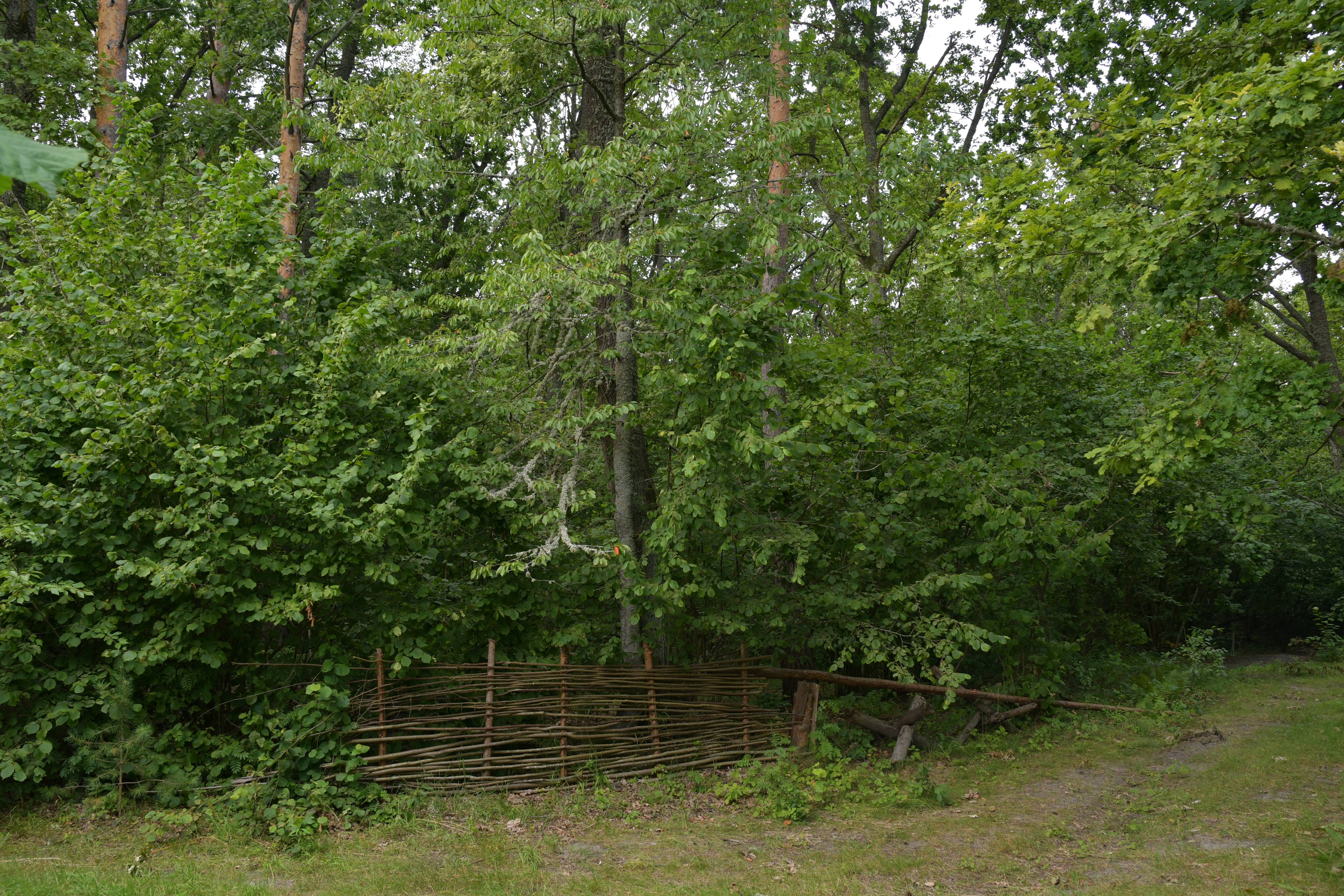
Не відомий в'їзд
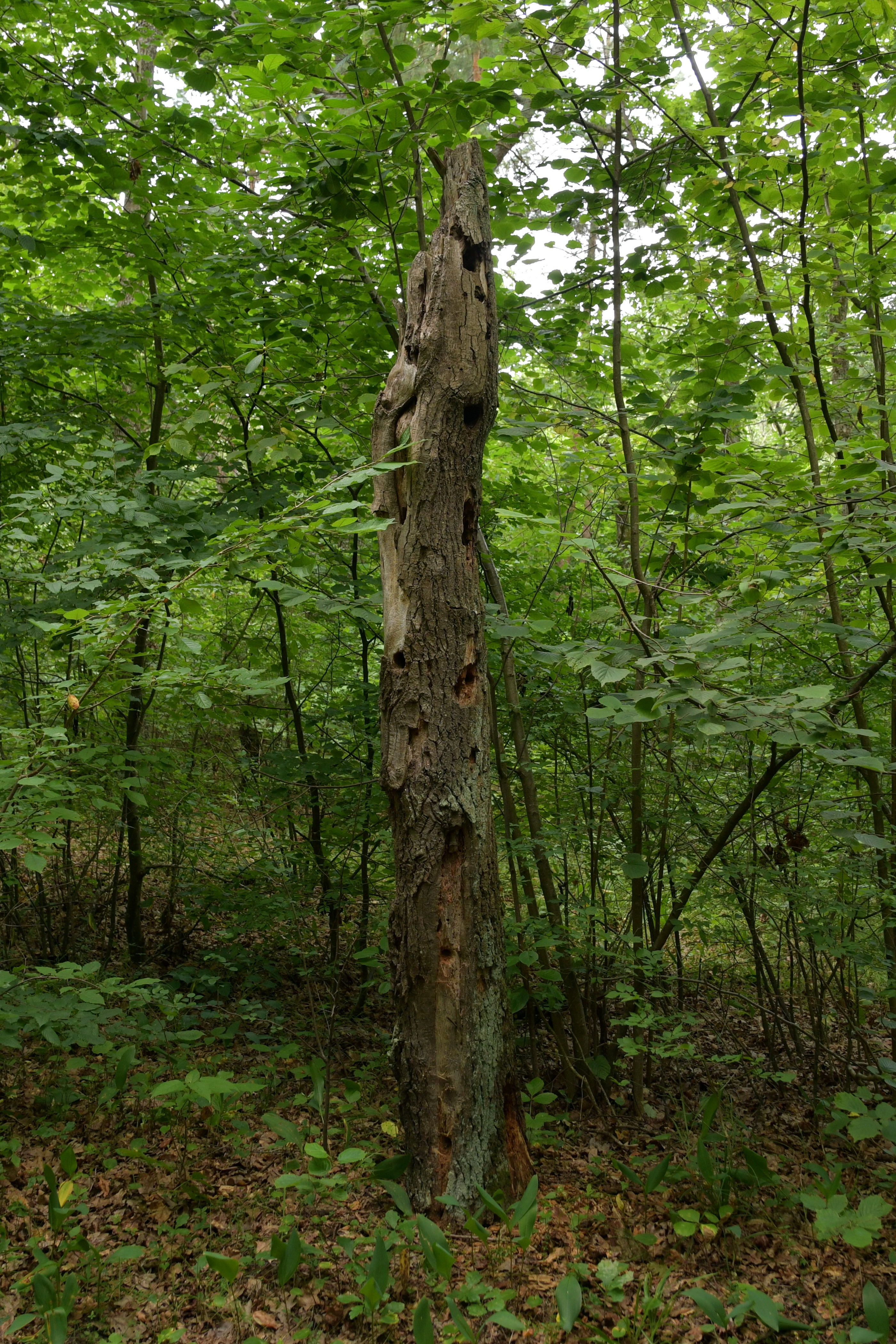
Стовбур з багатьма дуплами